# Ignacio Gutiérrez Cataluña
José Ignacio Gutiérrez Cataluña (Valencia, 1 december 1977) is een Spaans voormalig wielrenner. Hij is de jongere broer van José Enrique Gutiérrez.

## Belangrijkste overwinningen
2004
- 2e etappe deel B Vuelta Ciclista Internacional a Extremadura
- 1e etappe GP Vila-Real
- Eindklassement GP Vila-Real
- 4e etappe Circuito Montañés

## Resultaten in voornaamste wedstrijden
| Jaar | Ronde van Italië | Ronde van Frankrijk | Ronde van Spanje |
| ---- | ---------------- | ------------------- | ---------------- |
| 2003 | 39e              | opgave              |                  |
| 2005 | 133e             |                     | 77e              |
| 2007 |                  |                     |                  |

| Jaar | Milaan-San Remo | Ronde van Vlaanderen |
| ---- | --------------- | -------------------- |
| 2003 |                 |                      |
| 2005 |                 | 82e                  |
| 2007 | 127e            |                      |